# Lý Hoàng Nam
Lý Hoàng Nam (sinh ngày 25 tháng 2 năm 1997) là một vận động viên quần vợt và pickleball người Việt Nam.
Anh là vận động viên quần vợt Việt Nam đầu tiên vô địch một nội dung trẻ ở một giải quần vợt Grand Slam, khi anh giành ngôi vô địch nội dung đôi nam trẻ tại giải quần vợt Wimbledon 2015. Vào ngày 17 tháng 10 năm 2022, anh xếp thứ 239 trên bảng xếp hạng của Hiệp hội quần vợt nam chuyên nghiệp (ATP), thứ hạng cao nhất mà Lý Hoàng Nam nói riêng và các tay vợt nam Việt Nam nói chung đạt được từ trước đến nay.

## Sự nghiệp
Hoàng Nam sinh ra tại Gò Dầu, Tây Ninh. Năm 9 tuổi, anh được ba dẫn lên Bình Dương xin học quần vợt dưới sự dẫn dắt của tay vợt Trần Đức Quỳnh. Nhờ có khiếu, chịu khó tập luyện, và có tinh thần cầu tiến, thêm sự tài trợ của hội Becamex Bình Dương, anh liên tiếp đoạt ngôi vô địch U.14, U.16, U.18 quốc gia. Cả ba giải đấu này Hoàng Nam đều thi đấu vượt tuổi: 12 tuổi vô địch U.14, 14 tuổi vô địch U.16 và 16 tuổi vô địch U.18. Với tuổi 15 và 8 tháng Hoàng Nam đã đoạt giải vô địch quốc gia. Vào ngày 12 tháng 10 năm 2012, Hoàng Nam đã đánh bại đối thủ Trần Hoàng Anh Khoa (hơn mình 7 tuổi) để đoạt giải vô địch quốc gia, sau khi đã hạ đàn anh Đỗ Minh Quân trong vòng bán kết, người từng nhiều năm liền thống trị nội dung đơn nam. Với chiến thắng này Hoàng Nam cũng phá kỷ lục của Đỗ Minh Quân (vô địch lúc 18 tuổi, 8 tháng) để trở thành người vô địch trẻ tuổi nhất.
Tại Đại hội Thể thao Trẻ châu Á 2013 ở Nam Kinh (Trung Quốc), Hoàng Nam đã đoạt được huy chương vàng giải đơn nam sau khi hạ tay vợt Mendoza Zosimo (hạng 89 ITF) người Philippines, mặc dù đã thua ở hiệp đầu.
Trong giải vô địch quần vợt nam quốc gia 2013 tại Hà Nội, Hoàng Nam đã thắng Nguyễn Hoàng Thiên (6-2,5-7,6-3), bảo vệ chức vô địch, trong trận chung kết vào ngày 11 tháng 10 năm 2013. Vào ngày 27 tháng 10 năm 2013 Hoàng Nam thắng trận chung kết giải U18 ITF Grade 2 Bangkok 2013, khi đối thủ người Nga Boris Pokotilov (103 ITF) bỏ cuộc vì bị chấn thương, sau khi bị dẫn 6–7. Với thành tích này Hoàng Nam vượt lên được 47 bậc, đứng hạng 95, trở thành thiếu niên Việt Nam đầu tiên có hạng cao hơn hạng 100 ITF. Tại giải đấu giải vô địch quần vợt trẻ quốc tế ở Manila, Philippines, Lý Hoàng Nam lọt vào tứ kết đơn nam. Ở nội dung đôi nam, Lý Hoàng Nam cùng với Bobrov (Nga) cũng giành quyền thi đấu ở bán kết. Nhờ những chiến thắng ở giải này, Nam được lên hạng 49 ITF vào ngày 24 tháng 3 năm 2014. Đây là thứ bậc cao nhất mà 1 tay vợt Việt Nam đạt được ở ITF dành cho các tay vợt U18. Nhờ sự thăng tiến này, Hoàng Nam lọt vào tốp 10 châu Á cùng với 6 tay vợt Hàn Quốc và 3 tay vợt Nhật Bản. Anh cũng chiếm vị trí số 1 khu vực Đông Nam Á ở lứa tuổi U18.
Trong giải Metropolia Orange Bowl International Championship 2014, Nam đã vào được vòng 3 sau khi đánh bại Mate Valkusz (Hungary) [13] 2–1 (2–6 6–2 6–0), và Kalman L. Boyd (Hoa Kỳ) 2–0 (6-4 7-6(0)).

### Năm 2015
Sau chức vô địch quần vợt đôi nam, trưa ngày 18 tháng 4 năm 2015 Lý Hoàng Nam đoạt chức vô địch quần vợt đơn nam tại giải Asian Closed Junior Championships 2015 ở Ấn Độ. Với số điểm đạt được, anh đứng hạng 14 ITF (11 tháng 5 năm 2015).
Tại giải quần vợt trẻ Roland Garros ngày 3 tháng 6 trong nội dung đơn nam vòng 3, Hoàng Nam, được xếp hạng 11 trong bảng đấu, thất bại trước Manuel Pena Lopez của Argentina sau trận đấu kéo dài hơn 3 tiếng với tỷ số 7–6 (4), 3–6, 8–10. Ở nội dung đôi cũng vòng 3, Hoàng Nam cùng đồng đội Bogdan Bobrov thua cặp Tim Sandkaulen và Mate Valkuzs với tỉ số 2-6, 5-7.
Tại giải quần vợt trẻ Wimbledon 2015, Hoàng Nam dừng bước ngay tại vòng 1 nội dung đơn nam trẻ nhưng anh cùng với Sumit Nagal đã vô địch trận chung kết đôi nam trẻ để trở thành tay vợt Việt Nam đầu tiên vô địch một giải đánh đôi Grand Slam trẻ.
| Outcome | Năm  | Nhà vô địch | Mặt sân | Đông đội    | Đối thủ                       | Tỷ số         |
| ------- | ---- | ----------- | ------- | ----------- | ----------------------------- | ------------- |
| Winner  | 2015 | Wimbledon   | Cỏ      | Sumit Nagal | Reilly Opelka Akira Santillan | 7–6(7–4), 6–4 |

### Năm 2017
Lý Hoàng Nam lần đầu được đại diện cho Việt Nam tham gia SEA Games 29 tại Malaysia  Ở nội dung đầu tiên, Hoàng Nam được đặt là hạt giống số 1 và đã vào đến vòng bán kết tại nội dung đơn nam cuối cùng lại để thua tay vợt hạt giống số 5 của giải (hạng 927 thế giới) và giành huy chương đồng. Còn ở nội dung đôi nam, Hoàng Nam cùng đồng đội mình là Nguyễn Hoàng Thiên đã vào đến vòng bán kết đụng độ với cặp đôi người Thái Lan hạt giống số 1, kết quả là Lý Hoàng Nam cùng Đội quần vợt Việt Nam giành 2 tấm huy chương đồng.

### Năm 2019
Trong trận chung kết đơn nam môn quần vợt tại SEA Game 30, Lý Hoàng Nam chạm trán với người đồng đội Daniel Cao Nguyễn và phần chiến thắng đã thuộc về tay vợt 22 tuổi người Tây Ninh với tỷ số các set lần lượt là 6-2, 6-4. Với chiến thắng này Lý Hoàng Nam trở thành tay vợt Việt Nam đầu tiên giành huy chương vàng (HCV) ở một kỳ SEA Games..

### Năm 2022
Lý Hoàng Nam đã bảo vệ thành công tấm Huy chương Vàng SEA Games 31 khi đánh bại Trịnh Linh Giang với tỷ số 2-0. Đây là lần thứ 2 liên tiếp, Lý Hoàng Nam giành ngôi vị cao nhất ở SEA Games, qua đó đánh dấu cột mốc lịch sử cho quần vợt Việt Nam tại đại hội thể thao Đông Nam Á.
Lý Hoàng Nam là tay vợt Việt Nam đầu tiên vào chung kết một giải Challenger 50 khi anh chiến thắng Dane Sweeny (AUS) với tỉ số 6-4, 6-7, 6-3. Song, anh để để tuột mất chức vô địch tại chung kết khi để thua tay vợt Valentin Vacherot với tỉ số 6-3, 7-6.

## Thi đấu quốc tế

### Đơn
| Năm     | Chung kết                          | Hạng ATP thế giới | Đối thủ              | T–B     | Tỷ số các set đấu |
| ------- | ---------------------------------- | ----------------- | -------------------- | ------- | ----------------- |
| 11.2022 | Challenger 80 Matsuyama, Japan     | 204               | Tung-Lin Wu          | Bán kết | 2–6, 5–7          |
| 10.2022 | M25 Tay Ninh, Vietnam              | 709               | Ajeet Rai            | Vô địch | 6–4, 6–4          |
| 10.2022 | M25 Tay Ninh, Vietnam              | 380               | Yu Hsiou Hsu         | Á quân  | 3–6, 2–6          |
| 08.2022 | Challenger 50 Nonthaburi, Thailand | 344               | Valentin Vacherot    | Á quân  | 6–3, 7–6          |
| 07.2022 | M15 Kuching, Malaysia              | 564               | Yuta Shimizu         | Á quân  | 1–6, 2–6          |
| 07.2022 | M15 Kuala Lumpur, Malaysia         | 526               | Yuta Shimizu         | Vô địch | 7–5, 6–3          |
| 06.2022 | M15 Tay Ninh, Vietnam              | 932               | Digvijaypratap Singh | Vô địch | 4–6, 7–5, 6–4     |
| 06.2022 | M15 Tay Ninh, Vietnam              | 637               | Dominik Palan        | Vô địch | 7–6, 6–2          |
| 05.2022 | M15 Tay Ninh, Vietnam              | 614               | Thomas Fancutt       | Vô địch | 6–3, 6–4          |
| 04.2022 | M15 Chiang Rai, Thailand           | 659               | Seong-chan Hong      | Á quân  | 3–6, 6–3, 5–7     |
| 03.2022 | M25 Toulouse-Balma, France         | 532               | Kenny De Schepper    | Á quân  | 3–6, 3–6          |
| 2021    | M15 Sharm El Sheikh,               | 654               | Hady Habib           | Vô địch | 6–2, 6–4          |
| 2021    | M15 Cancun,                        | 1960              | Rubin Statham        | Vô địch | 64 64             |
| 2021    | M15 Cancun,                        | 869               | Giles Hussey         | Vô địch | 6–4, 6–4          |
| 2021    | M15 Sharm El Sheikh,               | 654               | Hady Habib           | Vô địch | 6–2, 6–4          |
| 2019    | M25 Tay Ninh                       | 445               | Daniel Nguyen        | Á quân  | 3–6, 5–7          |
| 2018    | Vietnam F4 - Tay Ninh              | 297               | Roman Safiullin      | Á quân  | 6–7, 4–6          |
| 2018    | Vietnam F1 - Hue                   | 1139              | Chun- Hsin Tseng     | Á quân  | 3–6, 6–7          |
| 2018    | India F3 - Chandigarh              | 235               | Prajnesh Gunneswaran | Á quân  | 2–6, 7–6, 6–4     |

### Đôi
| Kết quả | TT. | Ngày                 | Giải đấu                 | Mặt sân  | Đồng đội              | Đối thủ                                 | Tỉ số                  |
| ------- | --- | -------------------- | ------------------------ | -------- | --------------------- | --------------------------------------- | ---------------------- |
| Á quân  | 1.  | 18 tháng 9 năm 2016  | Thủ Dầu Một, Việt Nam F4 | Cứng     | Ouyang Bowen          | Ahmed Deedat Abdul Razak Chiu Yu Hsiang | 6–4, 3–6, [7–10]       |
| Vô địch | 2.  | 25 tháng 9 năm 2016  | Thủ Dầu Một, Việt Nam F5 | Cứng     | Nguyễn Hoàng Thiên    | Gao Xin Imai Shintaro                   | 7–6(7–4), 7–6(7–4)     |
| Vô địch | 3.  | 6 tháng 11 năm 2016  | Thủ Dầu Một, Việt Nam F9 | Cứng     | Chen Ti               | Moon Ju-Hae Noh Sang-Woo                | 6–2, 4–6, [10–5]       |
| Á quân  | 4.  | 11 tháng 6 năm 2017  | Singapore, Singapore F3  | Cứng     | Yuichi Ito            | Francis Alcantara Sem Verbeek           | 6–7(3–10), 6–2         |
| Vô địch | 5.  | 6 tháng 11 năm 2016  | Thủ Dầu Một, Việt Nam F9 | Cứng     | Sun Fajing            | Francis Alcantara Karunuday Singh       | 6–4, 6–4               |
| Á quân  | 6.  | 14 tháng 10 năm 2017 | Hua Hin, Thái Lan F8     | Cứng     | Yuichi Ito            | Pruchya Isarow Masato Shiga             | 3–6, 1–6               |
| Á quân  | 7.  | 9 tháng 3 năm 2018   | Kolkata, Ấn ĐỘ F2        | Cứng (i) | Carlos Boluda Purkiss | Arjun Kadhe Vijay Sundar Prashanth      | 2–6, 7–5, [10–5]       |
| Á quân  | 8.  | 5 tháng 5 năm 2018   | Huế, Việt Nam F1         | Cứng     | Lê Quốc Khánh         | Wong Chun-hun Yeung Pak-long            | 6–7(5–10), 4–6         |
| Vô địch | 9.  | 12 tháng 5 năm 2018  | Huế, Việt Nam F2         | Cứng     | Trịnh Linh Giang      | Wong Chun-hun Yeung Pak-long            | 3–6, 6–3, [10–8]       |
| Vô địch | 10. | 28 tháng 10 năm 2018 | Tây Ninh, Việt Nam F4    | Cứng     | Lê Quốc Khánh         | Francis Alcantara Markus Eriksson       | 6–4, 6–7(6–8), [12–10] |